# Distretto di Dangara
Il distretto di Dangara (usbeco Dangʻara tumani) è uno dei 15 distretti della Regione di Fergana, in Uzbekistan. Il capoluogo è Dangara.